# Famille Le Coat de Kerveguen
La famille Le Coat de Kerveguen est une famille subsistante d'ancienne bourgeoisie française, originaire du Finistère, puis établie à La Réunion. Elle a formé deux branches, Le Coat de Saint-Haouen, branche aînée éteinte, et Le Coat de Kerveguen, branche cadette subsistante. Cette dernière a connu une réussite économique importante sur l'île de La Réunion, du deuxième tiers du XIXe siècle au début du XXe siècle.

## Histoire
La famille Le Coat de Kerveguen, originaire du Léon, dans le Finistère, a donné de grands propriétaires et industriels sucriers à La Réunion. Elle s'est distinguée dans l'histoire économique de La Réunion, en particulier dans le Sud, puisqu'elle alla jusqu'à établir sa propre monnaie, le kervéguen. Elle était grande propriétaire d'esclaves jusqu'en 1848, notamment à Basse Vallée, Vincendo. Denis François Le Coat de Kerveguen et Augustin Archambeaud furent maires de Saint-Pierre.

## Filiation
- Joseph Hervé Xavier Le Coat, sieur de Kerveguen, né en 1728, mort le 17 février 1781, était sénéchal de Daoulas et subdélégué de l'intendance de Bretagne. Il épouse en 1755 Marie Thérèse Manent.
  - Joseph Marie Le Coat-Kervéguen (1763 - 2 juillet 1845 à Brest), chef de bataillon d'artillerie de marine, sert sous Suffren au cours de sa Campagne de l'Inde. Il épouse Marie Jeanne Proost.
    - Victor Édouard Le Coat de Kerveguen, né le 20 juin 1816 à Toulon, reçu en 1832 à l'École navale, il est enseigne de vaisseau en 1837 et lieutenant de vaisseau en 1846 ; il prend notamment possession au nom de la France de l'île Clipperton, ce qui fut confirmé par un décret impérial en date du 17 novembre 1858 ; il devint capitaine de frégate en 1871. Il meurt le 13 février 1871 au Havre à bord du navire de transport Le Finistère qu'il commandait alors.

  - Gabriel François Marie Le Coat de Kerveguen (1771-1847), contre-amiral à Toulon.
  - Denis Le Coat de Kerveguen (1776-1827), né à Landerneau. Fuyant la Révolution française, il débarque en 1796 à La Réunion. Il épouse en 1799 (1) Angèle Césarine Rivière (1777-1815), puis en 1816 (2) Marie Geneviève Hortense Lenormand.
    - (1) Gabriel Le Coat de Kerveguen (1800-1860), grand propriétaire terrien et d'esclaves[3]. Il épouse en 1831 Anne Marie Zacharine Chaulmet.
      - Denis Le Coat de Kerveguen (1833-1908) épouse en 1863 Adèle Marie Denise de Mahy (1840-1889), sœur de François Césaire de Mahy (1830-1906), député, ministre.
        - Robert Le Coat de Kerveguen (1875-1934), grand propriétaire, homme d'affaires. Il épouse en 1917 Augustine de Villèle.
          - Yves Le Coat de Kerveguen (1925-2007), homme politique, député du Val-d'Oise, dont postérité patronymique.

      - Marie Adèle Emma Le Coat de Kerveguen (1835-1916) épouse en 1860 Hippolyte Mortier de Trévise (1835-1892), dessinateur.

    - (2) Denis François Le Coat de Kerveguen (1817-1894), homme politique. Il épouse en 1846 Adèle Ferrand (1817-1848), peintre.
      - Hervé Le Coat de Kerveguen (1846-1900) épouse Zélie Marie Doussot.
        - Marie Augustine Julie Hortense Adèle Zélie Le Coat de Kerveguen (1875- ) épouse en 1894 Augustin Archambeaud (1868-1937), médecin, homme politique à La Réunion.

## Châteaux et demeures
- Château Bel-Air (La Réunion)
- Château de Vigny (Val-d'Oise) (1922 à 1992)
- Château Lauratet

## Possessions industrielles (La Réunion)
- Cheminée Langevin
- Entrepôt Kerveguen
- Cheminée Quartier-Français

## Armes
- D'azur au chevron d'or accompagné de trois trèfles d'argent[4].

## Alliances
Les principales alliances sont les de Mahy, de Rochechouart de Mortemart (1892), de Villèle (1917).